# Nabu-shumu-libur
Nabû-šumu-libūr (que significa "Oh, Nabu, que pueda el hijo permanecer en buena salud") (1033 – 1026 BC) fue el 11º y último rey de la II Dinastía de Isin (IV de Babilonia). Gobernó durante un período de inestabilidad, debido a las incursiones de los arameos, nómadas del noroeste de Babilonia.
Hay muy poco material sobre este reinado. El texto legal de la tablilla de la imagen es un contrato fechado en su primer año. Fue hallado en Kār-Bēlet-Ilāni, cerca de Nippur, y detalla el reembolso de Nusku-zêra-iddina, šandabakku, o gobernador de Nippur, con tierras, después de haber rescatado a un hombre del enemigo, llamado Mudammiqu. El precio fue pagado en especie, proporcionando el texto las equivalencias en metálico de varias partidas, por un importe total de 420 shekels. En el mismo, se invoca al dios Ninurta, como patrón de las fronteras.
Algunos presagios ominosos sobre este reinado se incluyen en la dañada Crónica religiosa de la era Seléucida. Según la misma, “un león estaba tumbado, al acecho, y lo mataron”, una profecía cumplida por la caída de la dinastía. Los acontecimientos y el final de su reinado se desconocen, pero se sabe que el norte de Babilonia había sido invadido por los arameos, desde el oeste. La dinastía fue sucedida por la II dinastía del País del Mar, cuando una parte sustancial del sur de Mesopotamia se separó del resto.